# Настурция большая
Насту́рция больша́я, или настурция садовая, или капуци́н большо́й (лат. Tropáeolum május), — однолетнее травянистое растение, вид рода Настурция (Tropaeolum) семейства Настурциевые; типовой вид этого рода. Популярное декоративное садовое растение.

## Ботаническое описание
Однолетнее растение. Стебель мясистый, сильно ветвистый, гладкий, сочный, длиной до 1 м.

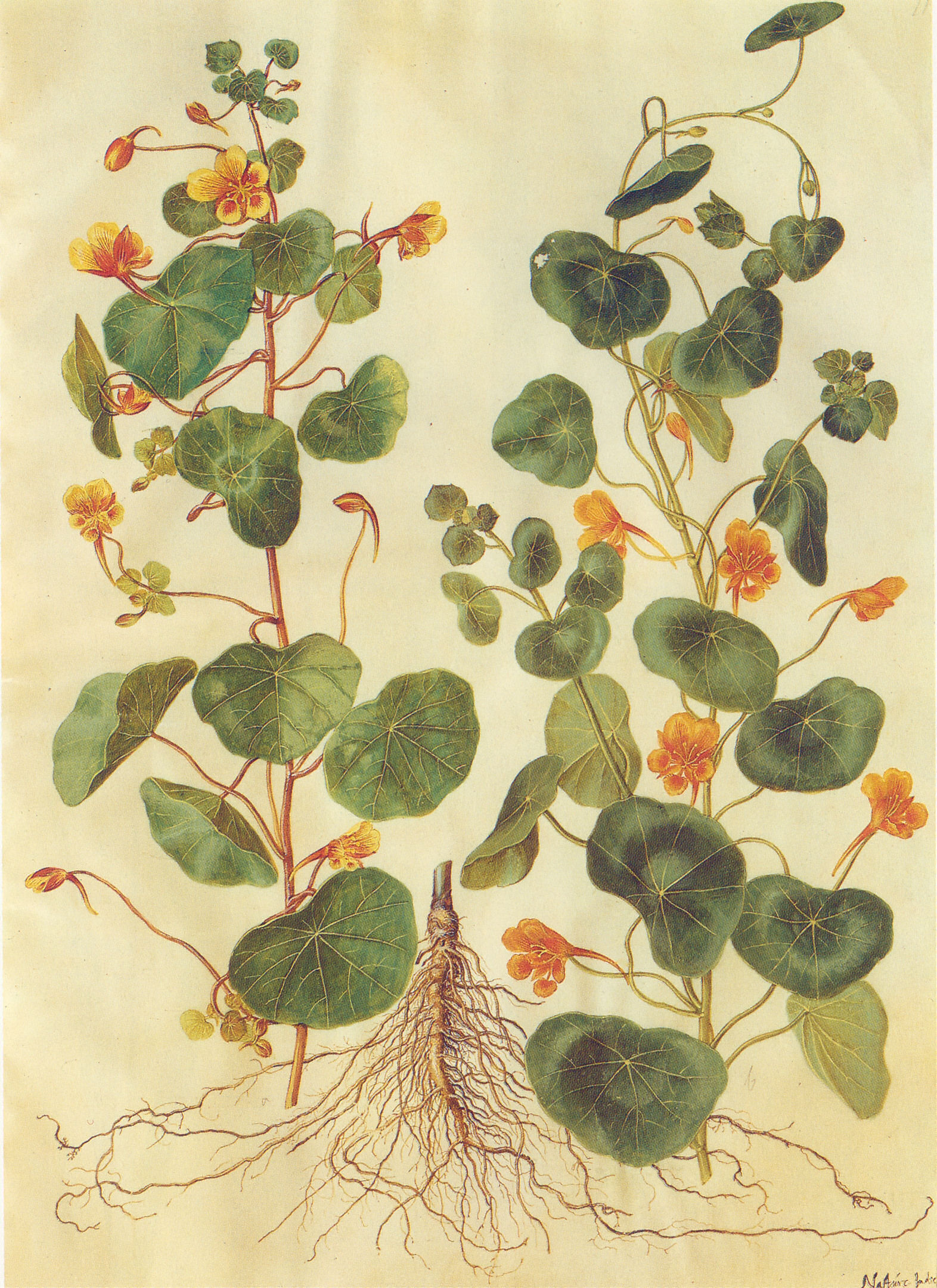
Настурция большая. Ботаническая иллюстрация из книги Gottorfer Codex (середина XVII века)

Листья на длинных черешках, щитковидные, цельнокрайные, округло-неравнобокие, с притуплёнными жилками, диаметром 3—15 см.
Цветки крупные, диаметром 2,5—6 см, передние 3 лепестка при основании пластинки бахромчатые, оранжевые с кровяно-красными полосками, шпорец несколько изогнутый.
Плод сухой, распадающийся на три доли.
Цветёт в июне.

## Распространение и экология
Родина — Южная Америка от Перу до Новой Гренады. В настоящее распространено повсеместно.
Как декоративное растение культивируется на юге европейской части России, на Кавказе и в Средней Азии.

## Растительное сырьё
Химический состав изучен недостаточно. В свежих листьях и стеблях содержится 0,2—0,46 % и 0,1—0,16 % аскорбиновой кислоты соответственно, каротин. Эфирное масло из семян состоит в основном из бензилазотноцианата.

## Значение и применение

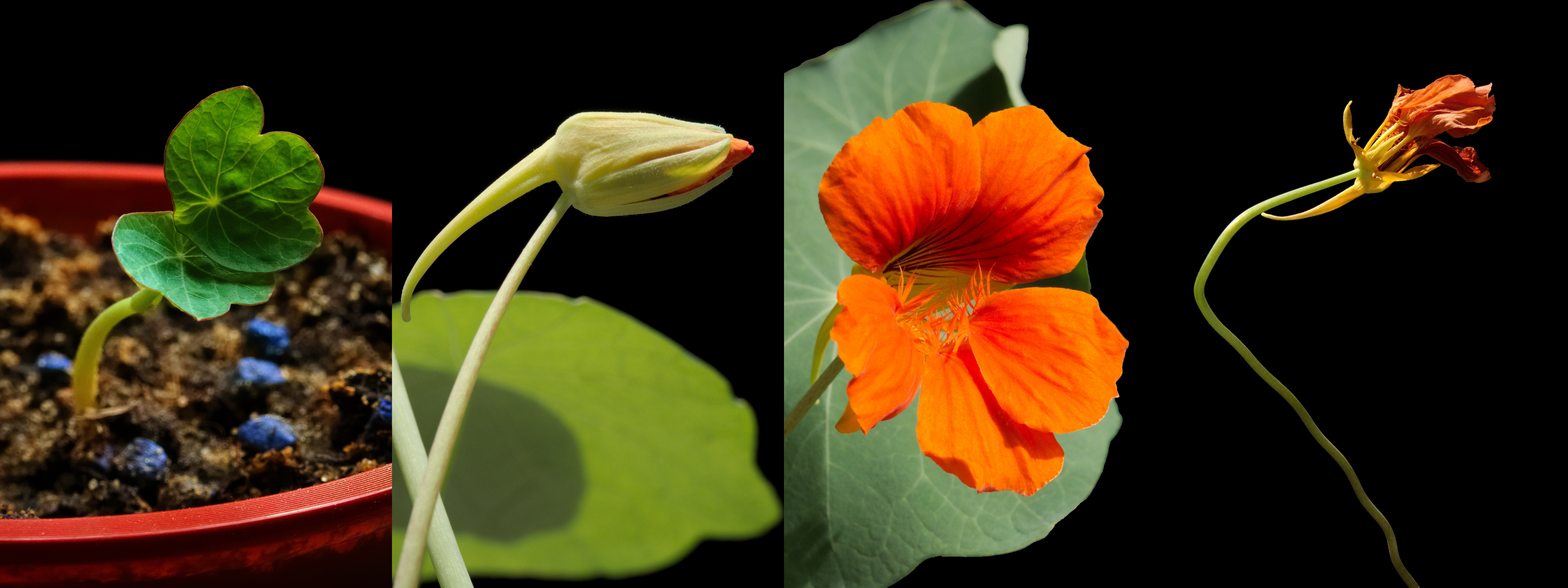
Настурция большая: молодой саженец, бутон и цветок в начале и конце цветения

Настурция издавна применяется в кулинарии. Свежие листья, твёрдые цветочные почки, недозрелые зелёные семена отличаются острым вкусом; употребляются в качестве приправы к салатам, мясным, овощным и яичным блюдам. Цветочные почки и зелёные плоды маринуют с укропом и уксусом для замены каперсов. Распустившиеся цветы применяют в виде гарнира. В Новой Зеландии свежие листья используют в качестве витаминного салата и для получения витаминных экстрактов.
Водный настой травы применяли в народной медицине при лечении цинги, при анемии, кожных сыпях и мочекаменной болезни. Отвар травы с мёдом употребляли при молочнице и других заболеваниях полости рта в виде полоскания. В народной медицине Америки сок из листьев настурции употребляли наружно при кожном зуде и чесотке, а также как средство для укрепления волос, а настой цветков — внутрь при болезнях сердца, гипертонии. В немецкой народной медицине сок настурции применяли при хроническом катаре бронхов, а спиртовую настойку смеси листьев настурции и крапивы жгучей употребляли для втираний как средство, усиливающее рост волос.
Настурция очень декоративна. Высокорослые ползучие формы служат для декорирования балконов, изгородей, низкорослые — для посадок группами, для бордюров, каменистых участков.

## Таксономия
Вид Настурция большая входит в род Настурция (Tropaeolum) семейства Настурциевые (Tropaeolaceae) порядка Капустоцветные (Brassicales).
|  |                                      |  |                                                             |                                                             |                        |  | ещё 14 семейств (согласно Системе APG II) | ещё 14 семейств (согласно Системе APG II) |                               |  |  |  | около 80—90 видов |
|  |                                      |  |                                                             |                                                             |                        |  | ещё 14 семейств (согласно Системе APG II) | ещё 14 семейств (согласно Системе APG II) |                               |  |  |  | около 80—90 видов |
|  |                                      |  |                                                             | порядок Капустоцветные                                      |                        |  |                                           |                                           | род Настурция                 |  |  |  |                   |
|  |                                      |  |                                                             | порядок Капустоцветные                                      |                        |  |                                           |                                           | род Настурция                 |  |  |  |                   |
|  | отдел Цветковые, или Покрытосеменные |  |                                                             |                                                             | семейство Настурциевые |  |                                           |                                           | вид Настурция большая         |  |  |  |                   |
|  | отдел Цветковые, или Покрытосеменные |  |                                                             |                                                             | семейство Настурциевые |  |                                           |                                           |                               |  |  |  |                   |
|  |                                      |  | ещё 44 порядка цветковых растений (согласно Системе APG II) | ещё 44 порядка цветковых растений (согласно Системе APG II) |                        |  |                                           | роды Magallana и Tropaeastrum             | роды Magallana и Tropaeastrum |  |  |  |                   |
|  |                                      |  |                                                             | ещё 44 порядка цветковых растений (согласно Системе APG II) |                        |  |                                           |                                           | роды Magallana и Tropaeastrum |  |  |  |                   |